# 曼联对阿森纳 (2004-05赛季英超联赛)
“自助餐大战”（Battle of the Buffet），又称“披萨门”（Pizzagate），是英国媒体用来指代2004-05赛季英超联赛第10轮，曼联于主场对阵阿森纳的比赛，曼联依靠范尼斯特鲁伊和鲁尼的进球2-0击败了阿森纳，从而终结了对手在英超联赛的49场不败纪录。
这场比赛里，当值主裁判莱利的判罚引起了巨大争议，使得两队球员在赛后发生了激烈争执。  双方球员还在球场通道内还发生了斗殴，传言双方球员用各类食品相互攻击，有人向曼联主帅亚历克斯·弗格森扔了一块披萨。据报道，当时年仅17岁的前阿森纳中场球员塞斯克·法布雷加斯是肇事者，他于2017年承认了这点。因此这场比赛又被媒体戏称为“自助餐大战” （Battle of the Buffet）。围绕比赛发生在场内和场外的各种争议使得这场比赛成为了英超历史上最著名的比赛之一，媒体也第二次老特拉福德之战（The Battle of Old Trafford II）一词来形容这场比赛，以和一年前两队在同一球场的激烈冲突相比较。

## 背景

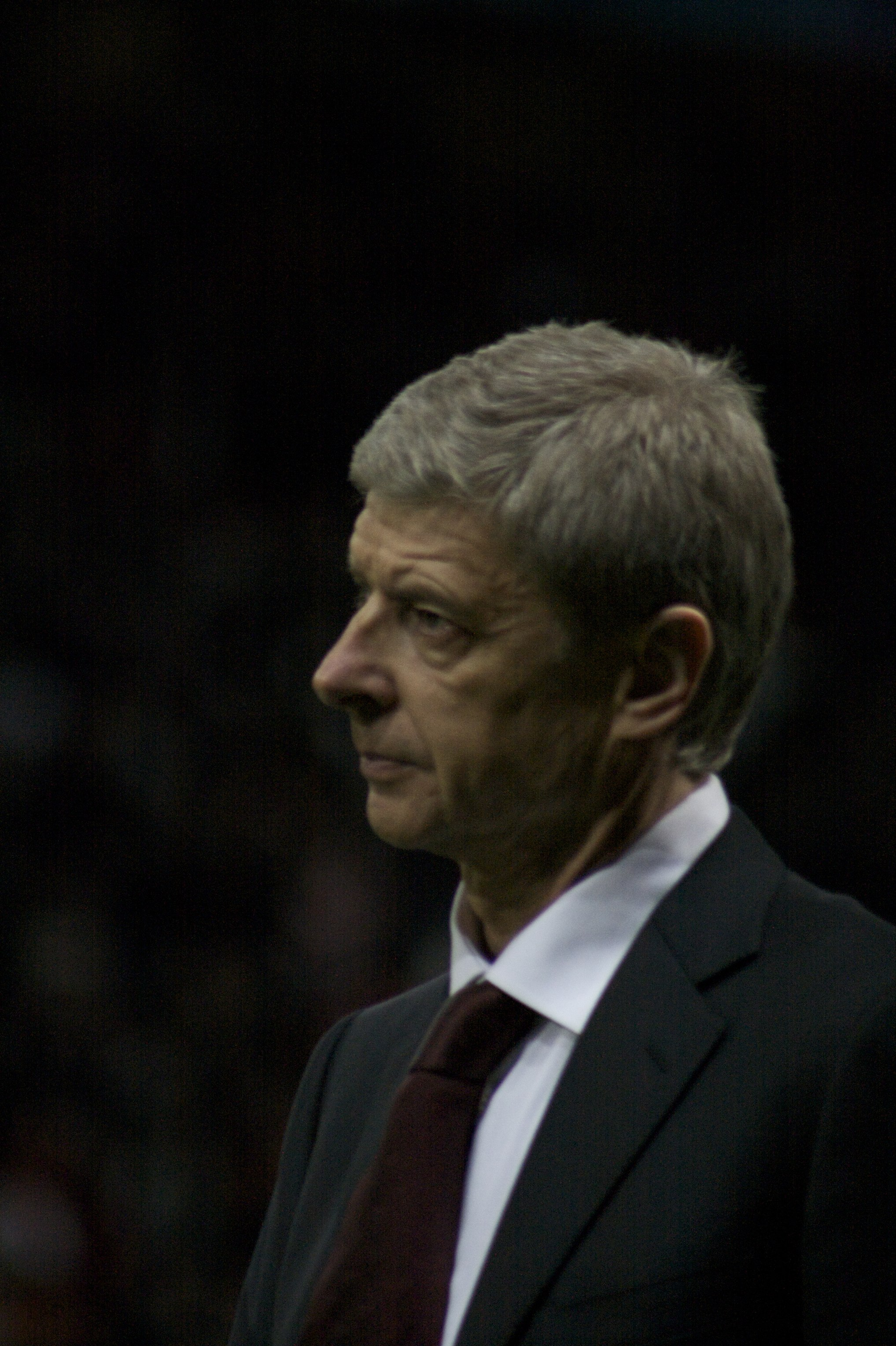
阿森纳队主教练温格

自从温格于1996年担任阿森纳主教练之后，阿森纳的实力获得了巨大提升，成为了当时英超联赛里唯一能与曼联相抗衡的球队。1997/98赛季，温格在他带领阿森纳的第一个完整赛季就率队获得了联赛和足总杯的双冠王。 从此曼联和阿森纳的对决成为了英超联赛的主旋律。1998/99赛季，曼联完成了三冠王的伟业，并且随后在1999/00赛季和2000/01赛季首度完成英超三连冠。2001/02赛季，阿森纳力压曼联再次获得联赛和足总杯双冠王。而在2003/04赛季，温格率领的阿森纳更是以26胜12平的不败战绩第三次获得英超联赛冠军。 
在2000年代初，曼联和阿森纳的对决被认为是英超联赛中最有吸引力的比赛，双方在一个赛季中的两次交手通常会影响整个赛季联赛的冠军归属。而双方球员和教练间的明争暗斗也是引人注目的焦点，如罗伊·基恩与维埃拉在场上的直接对抗，以及弗格森和温格的斗智斗勇。保罗·威尔逊曾评论：“两队的对决已经扩大到了更宽广的层面而不仅仅是为了冠军。” 
在2003/04赛季，两队在老特拉福德球场的比赛以双方球员的激烈冲突而收场。当时曼联球员路德·范尼斯特魯伊在比赛中被侵犯使主裁判罚下了阿森纳队长维埃拉，使得阿森纳队上下极为愤怒。而在比赛临近结束时，路德·范尼斯特魯伊又罚失了一个原本足以致胜的点球。比赛结束后，以马丁·基翁为首的阿森纳球员纷纷围住路德·范尼斯特魯伊对后者大肆辱骂甚至以肢体冲撞，曼联球员此时也纷纷前往为路德·范尼斯特魯伊助战，场面一度失控。最终有四名阿森纳球员付出了不同程度的禁赛及罚款的代价，而这场比赛日后又被媒体称为“奧脫福之戰”。

## 比赛之前
2004/05赛季开局阶段，阿森纳延续之前一个赛季的优异表现。在2004年8月27日，阿森纳在海布里球场3-0击败布莱克本，将自己在顶级联赛不败纪录延续至43场的同时还打破了诺丁汉森林在1977-78年创下的42场不败纪录。之后的阿森纳依然保持稳定的状态，不断刷新自己的不败纪录，在联赛积分榜上也领先第二名切尔西两分。 在做客老特拉福德球场之前，阿森纳已经将联赛不败纪录保持了49场。 而曼联在这个赛季的开局极其糟糕，在两队交手前曼联仅排名联赛第六，落后阿森纳达11分。
这场比赛的重要性不言而喻，曼联急切希望能在主场反弹，更不希望死敌的不败纪录在自己身上延续。而阿森纳则希望将不败纪录扩大至50场，这样他们就距离AC米兰保持的欧洲顶级联赛不败纪录又近了一步。双方的上一次交手是2004年社区盾，当时阿森纳3-1击败曼联夺冠。

## 比赛

### 比赛过程
曼联和阿森纳均派出所有可用的主力出战，曼联队长罗伊·基恩本场因伤缺阵，弗格森使用菲尔·内维尔顶替基恩出任后腰。菲尔·内维尔在2002年曼联对阵阿森纳的比赛中曾出任后腰并且表现出色，弗格森希望他能再度扭转局势。而阿森纳方面没有伤停，在当赛季表现优异的雷耶斯取代阿森纳多年的主力皮雷斯出场。而老特拉福德球场现场的观战人数达到了67,862人。
两队在上半场均没有进球，但拼抢十分激烈，当值主裁判莱利的判罚尺度不断受到质疑，如無視曼联球員的多次犯規。比赛的转折点出现在下半场第72分钟，当时曼联前锋鲁尼在禁区内带球，被索尔·坎贝尔侵犯，裁判随即判罚了点球。一年前罚失点球的路德·范尼斯特魯伊顶住压力罚进点球打破了僵局。在90分钟时，鲁尼接到阿兰·史密斯传球，将比分改写为2-0，曼联赢得了这场比赛的胜利，終結阿森纳49场联赛不败纪录。

### 细节
| 2004年10月24日 16:00 UTC |

| 曼联                                     | 2–0    | 阿森纳 |
| ---------------------------------------- | ------ | ------ |
| 路德·范尼斯特魯伊 73'（点球） · 鲁尼 90' | Report |        |

| 老特拉福德球场, 曼彻斯特 觀眾人數：67,862 ：麦克·莱利 |

| 曼彻斯特联 | 阿森纳 |

| GK              | 13 | 卡罗尔            |      |     |
| RB              | 2  | 加里·内维尔       | 黃牌 |     |
| CB              | 5  | 费迪南德 (c)      |      |     |
| CB              | 27 | 西尔维斯特        |      |     |
| LB              | 4  | 海因策            |      |     |
| RM              | 7  | 罗纳尔多          |      | 85' |
| CM              | 3  | 菲尔·内维尔       | 黃牌 |     |
| CM              | 18 | 斯科尔斯          |      |     |
| LM              | 11 | 吉格斯            |      |     |
| CF              | 8  | 鲁尼              |      |     |
| CF              | 10 | 路德·范尼斯特魯伊 |      | 90' |
| 替补:           |    |                   |      |     |
| GK              | 1  | 霍华德            |      |     |
| DF              | 6  | 韦斯·布朗         |      |     |
| MF              | 17 | 利亚姆·米勒       |      |     |
| FW              | 9  | 萨哈              |      | 90' |
| FW              | 14 | 阿兰·史密斯       |      | 85' |
| 主教练:         |    |                   |      |     |
| 阿历克斯·弗格森 |    |                   |      |     |

| GK          | 1  | 莱曼        |      |     |
| RB          | 12 | 劳伦        |      |     |
| CB          | 23 | 坎贝尔      |      |     |
| CB          | 28 | 科洛·图雷   |      |     |
| LB          | 3  | 阿什利·科尔 | 黃牌 |     |
| RM          | 8  | 永贝里      |      |     |
| CM          | 4  | 维埃拉 (c)  | 黃牌 |     |
| CM          | 17 | 埃杜        | 黃牌 |     |
| LM          | 9  | 雷耶斯      |      | 70' |
| CF          | 10 | 博格坎普    |      |     |
| CF          | 14 | 亨利        |      |     |
| 替补:       |    |             |      |     |
| GK          | 13 | 泰勒        |      |     |
| DF          | 18 | 西甘        |      |     |
| MF          | 7  | 皮雷        |      | 70' |
| MF          | 15 | 法布雷加斯  |      |     |
| FW          | 11 | 范佩西      |      |     |
| 主教练:     |    |             |      |     |
| 阿塞纳·温格 |    |             |      |     |

### 数据统计
| 统计       | 曼联  | 阿森纳 |
| ---------- | ----- | ------ |
| 进球数     | 2     | 0      |
| 控球率     | 48.3% | 51.7%  |
| 传球成功率 | 75.6% | 77.2%  |
| 优势区域   | 41.1  | 58.9   |
| 射正       | 5     | 1      |
| 射偏       | 5     | 7      |
| 被阻挡     | 2     | 4      |
| 犯规       | 20    | 24     |
| 抢断       | 58    | 61     |
| 抢断成功率 | 46.6% | 49.2%  |
| 角球       | 3     | 3      |
| 越位       | 2     | 1      |
| 黄牌       | 2     | 3      |
| 红牌       | 0     | 0      |

## 后续

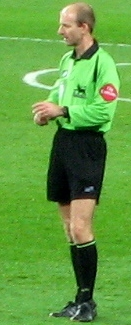
本场比赛当值主裁判麦克·莱利

索尔·坎贝尔对主裁判判罚他侵犯鲁尼使曼联獲得点球的決定非常愤怒，他在赛后拒绝与这位代表队队友握手。而随后双方球员在老特拉福德球场的球员通道内发生了激烈冲突，而目击者形容双方球员使用各类食品相互投掷，被提到最多的是披萨饼，而媒体所提及其他“武器”还包括咖啡、番茄汤、豌豆汤等。因为場面十分混乱，这场比赛又傳媒被称为“自助餐大战”。而曼联主教练弗格森在这次冲突中也未能幸免，某位阿森纳球员将食品泼到了弗格森的身上。 人们普遍怀疑此事的肇事者是法布雷加斯，而这一事件又被媒体称为“飞汤门”。 後來轉會至切爾西的阿什利·科尔在自傳中，以及2011年，马丁·基翁在一次采访中证实了上述说法。2013年，弗格森在自己的自传中也表示赛后的确有人向自己投掷了披萨饼，但他不知道是谁，只提到“他们都说是法布雷加斯”。而法比加斯本人亦終於在事件發生後13年的2017年承認是他做的，並同時向費格遜道歉。这次事件使得弗格森和温格的关系更加冷淡，两人在之后数年里都没有交往。
本场当值主裁判莱利在赛后受到了多方质疑，莱利是英超的一位著名的资深裁判，但也经常因为判罚陷入争议。在2004年欧洲杯小组赛德国对阵拉脱维亚的比赛中，他就因为漏判点球而备受批评。
温格在赛后猛烈批评了莱利的判罚，他认为鲁尼是靠假摔而骗得了那个打破僵局的点球。除此之外，温格还批评了莱利对于犯规的判罚尺度。在上半场，范尼斯特鲁伊曾在一次拼抢中蹬踏了阿什利·科尔，而莱利没有出示黄牌。不过范尼却没有因此逃脱惩罚，他随后被英足总追加禁赛三场。当时状态正佳的阿森纳边锋雷耶斯在比赛中曾受到了曼联的加里·内维尔和菲尔·内维尔两兄弟的侵犯，内维尔兄弟为此各得到一张黄牌。而雷耶斯因为惧怕被侵犯，在此后的比赛踢得畏首畏尾，最终在70分钟被换下。而这场比赛甚至成为了雷耶斯职业生涯的转折点，原本状态正佳的他竟然从此一蹶不振。	
而对于莱利的判罚，英超裁判界和英足总纷纷声援莱利，并且表示这场大戰的执法的确「非常困难」
对于两队队长罗伊·基恩和维埃拉来说，他们对于这种冲突已经是习以为常。在2005年2月1日，曼联作客阿森纳的第二回合比赛，基恩和维埃拉再次成为焦点。在比赛尚未开始前，双方球员在海布里球场的球员通道里就起了冲突。维埃拉大声警告加里·内维尔不要再像第一回合时那样凶狠犯规，基恩则向维埃拉挑衅，并声称如果要决斗的话应该找他而不是内维尔，而当值主裁判波尔及时劝解了两人。 
双方的这场比赛依旧火药味十足，上半場阿仙奴為了一報首循環一敗之仇多次積極拼搶，並在半場領先曼聯2比1，其間皮里斯與費查、亨利與C．朗拿度皆發生衝突。下半場衝突持續，曼聯門將卡路爾與阿仙奴前鋒柏金於曼聯禁區內起了爭執，同時曼联后卫西尔维斯特因为对阿森纳的永贝里恶意犯规被红牌罚下。但是10人作战的曼联却在客场4-2击败了阿森纳，完成了单赛季对阿森纳的双杀。當中C．朗拿度於下半場開始初段的兩個攻勢就逆轉上半場落後1比2的局面。
这个赛季中曼联和阿森纳在杯赛中还有两次交手，双方也都发生了冲突。2004年12月1日，双方在联赛杯四分之一决赛中相遇，此战两队均派出替补球员出战。曼联依靠贝利翁在开场19秒的进球以1-0击败阿森纳。双方的替补在场上依然火药味十足，下半场曼联的理查德森和阿森纳的范佩西发生了激烈冲突，起因是理查德森指责范佩西用手肘击打了自己。双方球员再次陷入混乱，最终以理查德森和范佩西各得一张黄牌而收场。 
2005年足总杯决赛同样在曼联和阿森纳之间展开，曼联在这场决赛中占据优势，但始终没能攻破阿森纳的大门。阿森纳队的雷耶斯在比赛中肘击C．罗纳尔多而被主裁判红牌罚下，双方最终进入了点球大战。阿森纳在点球大战中5-4击败曼联获得足总杯冠军，但自此阿森纳开始了长达9年的冠军荒，直到2014年足总杯才被打破。